# Ракошинська сільська рада
| Ракошинська сільська рада — колишній орган місцевого самоврядування у Мукачівському районі Закарпатської області з адміністративним центром у с. Ракошино. Сільській раді підпорядковані населені пункти: - с. Ракошино - с. Бенедиківці - с. Домбоки - с. Кайданово - с. Руське - с. Чопівці |

## Склад ради
Рада складається з 32 депутатів та голови.

## Керівний склад сільської ради
| ПІБ                        | Основні відомості                                                               | Дата обрання | Дата звільнення |
| -------------------------- | ------------------------------------------------------------------------------- | ------------ | --------------- |
| Когутич Дезидерій Іванович | Сільський голова, 2043 року народження, освіта, безпартійний                    | 26.03.2006   | 31.10.2010      |
| Коштура Василь Омелянович  | Сільський голова, 1971 року народження, освіта середня спеціальна, безпартійний | 31.10.2010   |                 |

Примітка: таблиця складена за даними джерела